# Jiří Maria Veselý

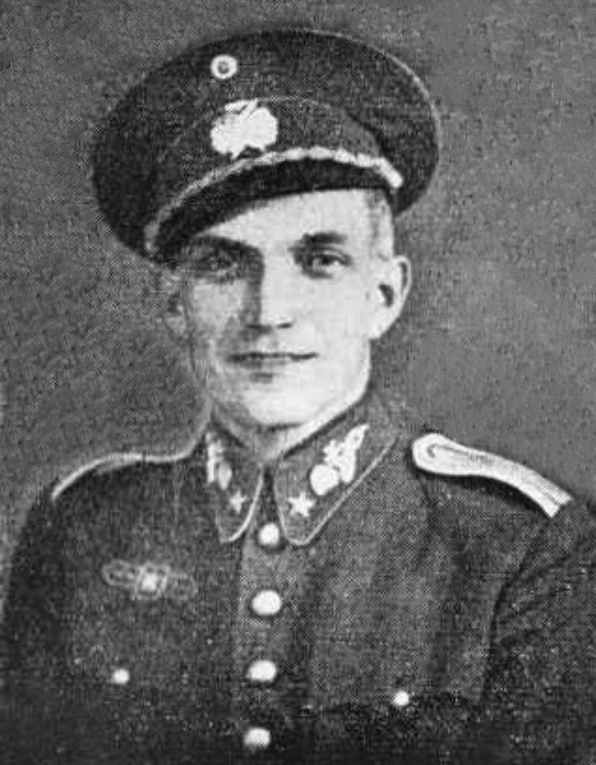
V uniformě v Itálii za druhé světové války

Jiří Maria Veselý (15. listopadu 1908, Protivanov – 31. srpna 2004, Olomouc) byl římskokatolický kněz řádu dominikánů, politický vězeň a archeolog.

## Život
Jiří Maria Veselý se narodil jako Leopold Veselý v Protivanově na Drahanské vrchovině v tradiční věřící rodině, ze které v minulosti vzešlo několik kněží a řeholníků. Jeho rodiči byli Josef Veselý (* 11. 6. 1883 v Protivanově) a Marianna, roz. Kolísková (* 23. 7. 1888 tamtéž).
Prožil jakousi osobní konverzi a vstoupil do řádu dominikánů v Olomouci. Byl vyslán do Říma na studia na dominikánské universitě Angelicum. V Římě se zúčastnil pohřbu řeholníka Hyacinta Marii Cormiera OP, shodou okolností mohl nést rakev s jeho tělem. Právě za jeho římských studií vypukla 2. světová válka. Rektor university jej zapojil do odboje. Ve Veroně jen těsně unikl trestu smrti zastřelením, protože byl křivě obviněn z kolaborace s Němci.
O jeho činnosti se dále dovídáme z interview, které poskytl v roce 2004. Od roku 1937 se podílel spolu s Metodějem Habáněm na vydávání Filosofické revue. V letech 1938 až 1940 působil jako magistr noviciátu v Olomouci. Roku 1940 odjel dokončit studia na univerzitu do Milána, kde mu byla nabídnuta katedra „slovanské filologie“, z níž časem vznikl „Východní ústav“. V roce 1944 v Itálii po domluvě s československou exilovou vládou sloužil českým vojákům, kteří chtěli bojovat na straně Spojenců. Jako profesor slavistiky v Miláně využil své pracovní i osobní styky pro spolupráci s italskými partyzány a zpravodajskou službu pro exilovou vládu v Londýně. Poskytoval duchovní služby členům jedenácti praporů Vládního vojska, které – vyjma Hradní stráž – bylo od konce května 1944 nasazeno v severní Itálii. Zasloužil se o snížení ztrát na životech, když Vládní vojsko bylo nasazeno ve službách nacistického Wehrmachtu a většina vojáků měla zájem připojit se na stranu partyzánů, zatímco tito se v horách potýkali s nedostatkem všeho a jen s obtížemi mohli své řady rozšiřovat. Situaci posléze zkomplikovalo úplné odzbrojení Vládního vojska v říjnu 1944, protože partyzáni neměli dostatek zbraní. Hlavními spolupracovníky Dra. Veselého uvnitř Vládního vojska byl lékař František Staudek (spoluautor publikace) a jako spojka uvnitř vojska jakož i k partyzánům odboje italského i jugoslávského (jednotek maršála Tita v Istrii) František Boháč. Roku 1945 se jako major západní armády vrátil domů.
Po druhé světové válce byl krátkou dobu sekretářem ministra obrany a pozdějšího prezidenta generála Ludvíka Svobody. V roce 1946 se stal převorem pražského dominikánského kláštera u kostela sv. Jiljí. Tam působil do roku 1950, kdy byl v rámci Akce K se spolubratřími internován v klášteře v Želivi na Pelhřimovsku, který tehdy fungoval jako internační tábor pro katolické duchovní pro režim zvláště „nebezpečné“.
V Želivi se octl na pokraji smrti. Po špatných injekcích dostal celkovou otravu krve a lékař mu dával jen několik dní života. Nepochopitelným způsobem (který on sám označoval za zázrak) se však uzdravil. Čtrnáct dní po jeho uzdravení byl internační tábor v Želivském klášteře zrušen a kněží byli propuštěni. Otec Jiří se vrátil do rodného Protivanova a hledal zaměstnání. Místní farář mu obstaral místo na archeologických vykopávkách na Velehradě.
Otec Jiří tam na sebe upozornil StB tím, že objevil údajný hrob arcibiskupa sv. Metoděje. Tato informace byla nepřijatelná a na pokyn StB byly vykopávky zničeny. Otec Jiří si je ale stihl fotograficky zdokumentovat.
V době politického uvolnění v roce 1968 na pokyn představeného odcestoval do Itálie, vyučovat na univerzitu. Zde se seznámil s papežem Janem Pavlem II., který jej pověřil výzkumem pohřebiště pod bazilikou sv. Petra ve Vatikánu.

## Závěr života
V roce 1999 se vrátil do dominikánského konventu v Olomouci, kde se vzdor svému věku celkem aktivně zapojil do života komunity. Je autorem řady většinou odborných publikací (o vládním vojsku, o vztazích mezi západní a východní církví, o cyrilometodějské misi), k nimž připojuje i své vzpomínky. Posledním dílem je „Samotka v Želivě“.
Zemřel 31. srpna 2004 v 1.00 v noci, obklopen modlícími se spolubratry z komunity. Pohřeb se konal 8. září o svátku Narození Panny Marie v klášterním kostele dominikánů v Olomouci, hlavním celebrantem byl Msgre. Dominik Duka OP, tehdy biskup královéhradecký, a po mši svaté byl P. Veselý uložen do řádové hrobky na ústředním hřbitově v Olomouci.